# Bonifaciostrædet
Bonifaciostrædet  (italiensk: Bocche di Bonifacio) er strædet mellem Korsika og Sardinien  vest for Italien. Strædet forbinder Middelhavet i vest med Det Tyrrhenske Hav i øst. Det er også rigsgrænse mellem Frankrig og Italien.
Strædet der er 11 km bred, er opkaldt efter den korsikanske by Bonifacio. Bonifaciostrædet er  berygtet blandt sejlere pga. vejret, havstrømme, sandbanker og andre forhindringer.
Den mest kendte ulykke i strædet var da den franske fregat Sémillante (en) sank i strædet 15. februar  1855. Dagen før havde Sémillante forladt havnen i Toulon på vej til Sortehavet med forsyninger og tropper til  Krimkrigen. En storm fik den til at støde på et rev, og skibet sank og ingen af de 750 soldater om bord overlevede.
Efter en  tankskibsulykke i 1993, er passage med farligt gods blevet forbudt for franske og italienske skibe, og strenge restriktioner og lodspligt for alle andre.

I sydenden af strædet ligger øgruppen  Arkipelag La Maddalena, der er hjemsted for Nationalpark Arkipelag La Maddalena.